# Ray Park
Raymond Park (Glasgow, 23 augustus 1974)  is een Schotse acteur. Hij is vooral bekend van zijn rol als de Sith Lord Darth Maul in Star Wars: Episode I: The Phantom Menace (de eerste leerling van Darth Sidious). Verder speelt Park Toad in X-Men en "Snake Eyes" in G.I. Joe: The Rise of Cobra. Hij is gespecialiseerd in zwaardvechtkunsten. Ray Park staat erom bekend dat hij aanwezig is bij veel Star Wars fandagen (daar deelt hij handtekeningen uit). Hij bezoekt meestal de Star Warsdagen, die in de pretparken van Walt Disney worden georganiseerd, waar hij ook wel zijn acrobatische kunsten laat zien.

## Filmografie
- Star Wars: The Clone Wars (2020) - Maul (Motion capture); stem Sam Witwer
- Solo: A Star Wars Story (2018) - Maul
- G.I. Joe: Retaliation (2013) - Snake-Eyes
- Jinn (2010) - Gabriel
- The King of Fighters (2010) - Rugal Bernstein
- Hellbinders (2009) - Max
- G.I. Joe: The Rise of Cobra (2009) - Snake-Eyes
- Fanboys (2009) - THX Security Guard #2
- What We Do Is Secret (2007) - Brendan Mullen
- Slayer (2006) - Acrobatic Vampire Twins
- Potheads: The Movie (2005) - Mr. D
- Ballistic: Ecks vs. Sever (2002) - A.J. Ross
- X-Men (2000) - Toad
- Sleepy Hollow (1999) - Headless Horseman
- Star Wars: Episode I: The Phantom Menace (1999) - Darth Maul
- Mortal Kombat: Annihilation (1997) - Raptor #3/Tarkata #2

- Bibsys: 15034468
- Gemeinsame Normdatei: 1196045445
- International Standard Name Identifier: 0000 0000 7707 3233
- Library of Congress Control Number: no2010025880
- Nationale Bibliotheek van Israël: 987007322725405171
- Virtual International Authority File: 321149066593965601904